# Схеми і процеси збагачення вугілля
Схеми і процеси збагачення вугілля — вибираються у залежності від призначення вугілля (коксівне чи енергетичне), його мінералогічного, гранулометричного і фракційного складу, вологості, вмісту і зольності крупних та дрібних класів, необхідної глибини збагачення.

## Схеми збагачення вугілля

### Схеми за глибиною збагачення
За глибиною збагачення можна виділити такі технологічні схеми збагачення вугілля:
- — збагачення тільки крупних класів вугілля розміром більше 25 (13) мм із роздільним або спільним відвантаженням продуктів збагачення і незбагачених відсівів;
- — збагачення крупних і середніх класів вугілля розміром більше 6 (3) мм зі спільним або роздільним відвантаженням продуктів збагачення і незбагачених відсівів;
- — збагачення зернистого вугілля крупністю більше 0,5 мм зі спільним відвантаженням продуктів збагачення і незбагачених шламів;
- — збагачення всіх класів крупності вугілля.

Залежно від прийнятої глибини збагачення підготовче грохочення може бути сухим або мокрим. Якщо відсів відвантажується споживачам у незбагаченому вигляді, підготовче грохочення — сухе, але перед операціями збагачення крупних і середніх класів варто передбачити їх знешламлювання. Якщо глибина збагачення 0 мм, підготовче грохочення — мокре.

### Схеми за якістю концентрату і асортиментом продуктів збагачення
За якістю концентрату і асортиментом продуктів збагачення технологічні схеми розрізняють:
- — за випуском одного товарного продукту. Схема набула поширення при збагаченні енергетичного вугілля таких марок, з яких не виділяють сорти за класами крупності, наприклад, вугілля марки П;
- — за випуском одного товарного продукту і розділенням його на сорти за класами крупності. Схема застосовується при збагаченні антрацитів і енергетичного вугілля, з якого виділення сортів за класами крупності є доцільним, наприклад, при збагаченні вугілля марок Г і Д;
- — за випуском двох товарних продуктів (концентрату і промпродукту). Схема використовується при збагаченні вугілля для коксування й інших технологічних цілей. Застосовується у випадку, якщо до якості концентрату висуваються підвищені вимоги, що визначає збагачення усього рядового вугілля (крупного, дрібного, шламів). Одним з різновидів цієї схеми може бути випуск концентратів двох сортів — зі зниженою зольністю для технологічних потреб, з підвищеною зольністю для енергетичних цілей;
- — за випуском двох товарних продуктів і поділом одного з них на сорти за класами крупності.

Схема набула поширення при збагаченні газового вугілля для коксування, якщо доцільним є виділення крупного класу для комунально-побутових або спеціальних потреб, а також при глибокому збагаченні антрациту з випуском концентрату для технологічних цілей, що зв'язано з виділенням промпродукту.

### Технологічні схеми вуглезбагачувальних фабрик

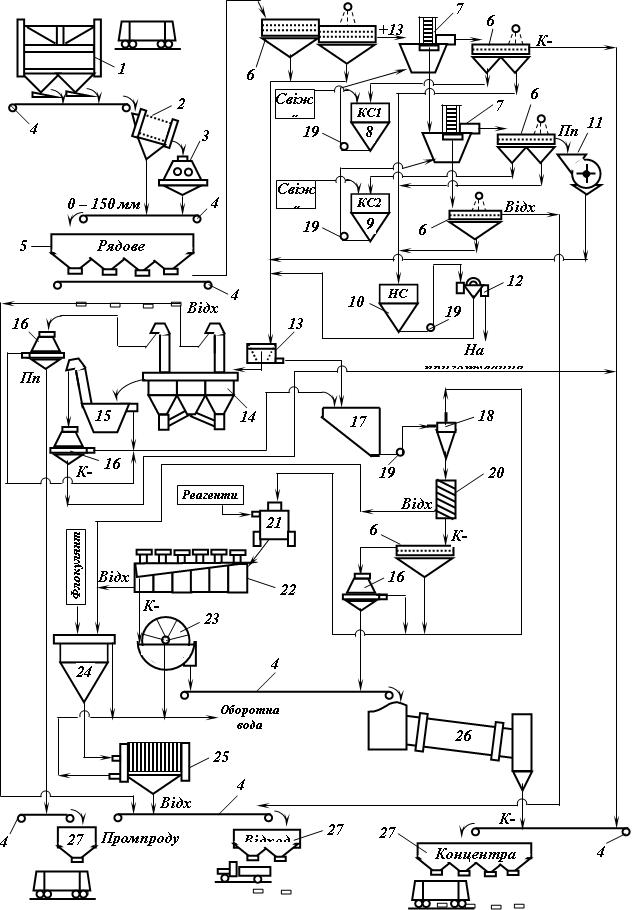
Рис. 1 — Типова схема збагачення коксівного вугілля.
1 — вагоноперекидач; 2 — грохот циліндричний; 3 — дробарка двохвалкова зубчаста;
4 — конвеєри стрічкові; 5 — бункери дозувально-акумулюючі; 6 — грохоти вібраційні;
7 — сепаратори важкосередовищні; 8 — бак кондиційної суспензії меншої густини (КС1); 9 — бак кондиційної суспензії більшої густини (КС2); 10 — бак некондиційної суспензії; 11 — дробарка молоткова; 12 — сепаратор електромагнітний; 13 — грохот конусний;
14 — машина відсаджувальна; 15 — класифікатор елеваторний; 16 — центрифуга вібраційна; 17 — зумпф шламовий; 18 — гідроциклон класифікаційний; 19 — насоси;
20 — сепаратор ґвинтовий; 21 — апарат кондиціонування пульпи; 22 — машина флотаційна; 23 — вакуум-фільтр дисковий; 24 — згущувач циліндроконічний;
25 — фільтр-прес; 26 — сушарка барабанна; 27 — відвантажувальні бункери.

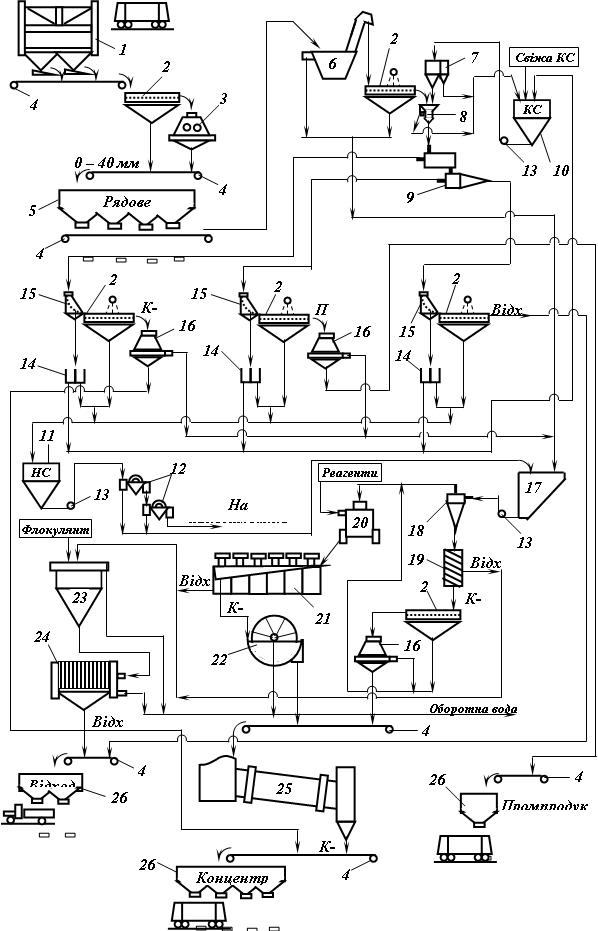
Рис. 2 — Схема збагачення коксівного вугілля одного машинного класу 0,5 — 40 мм.
1 — вагоноперекидач; 2 — грохоти вібраційні; 3 — дробарка двохвалкова зубчаста;
4 — конвеєри стрічкові; 5 — бункери дозувально-акумулюючі; 6 — класифікатор елеваторний; 7 — бак розподільний ; 8 — змішувач; 9 — трипродуктовий важкосередовищний гідроциклон; 10 — бак кондиційної суспензії; 11 — бак некондиційної суспензії; 12 — сепаратори електромагнітні; 13 — насоси; 14 — розподільники; 15 — грохоти дугові; 16 — центрифуги вібраційні; 17 — зумпф шламовий; 18 — гідроциклон класифікаційний; 19 — сепаратор ґвинтовий; 20 — апарат кондиціонування пульпи; 21 — машина флотаційна; 22 — вакуум-фільтр дисковий; 23 — згущувач циліндроконічний; 24 — фільтр-прес; 26 — сушарка барабанна; 26 — відвантажувальні бункери.

Технологічні схеми вуглезбагачувальних фабрик значно відрізняються, що у першу чергу обумовлюється характеристикою збагачуваного вугілля і вимогами до якості і асортименту товарних продуктів збагачення. Основною метою збагачення вугілля є видалення мінеральних домішок (породи), що потрапили при видобутку з покрівлі і ґрунту пласта, а також у вигляді прошарків. Існує тенденція до збільшення вмісту дрібних і тонких класів в рядовому вугіллі, значного утворення шламових продуктів, у тому числі крупнозернистих шламів крупністю 0,5 — 3 мм. Це обумовило необхідність знешламлення вугілля перед гравітаційними процесами збагачення і класифікації шламів перед флотацією. Зміна якості рядового вугілля, необхідність скорочення втрат з відходами, підвищення вимог до охорони навколишнього середовища, асортименту і якості товарних продуктів збагачення, а також збільшення потужності фабрик і прагнення до однопоточності визначили напрямки розвитку технологічних схем, апаратурного оснащення вуглезбагачувальних фабрик і застосування збагачувального і допоміжного обладнання високої ефективності і великої продуктивності. Одне з таких напрямків — усунення суттєвого розходження в технологічних схемах збагачення коксівного і енергетичного вугілля по відношенню до глибини збагачення. При цьому зберігається відмінність у схемах, яка визначається режимами розділення і полягає у тому, що при збагаченні коксівне вугілля розділяється на три продукти (концентрат, промпродукт, відходи), а енергетичне — на два (концентрат, відходи).
Типова схема збагачення коксівного вугілля наведена на рис. 1. Рядове вугілля, що надходить на збагачувальну фабрику, у відділенні вуглеприйому піддається сухому попередньому грохоченню (грохоти ГЦЛ) і дробленню (дробарки ДДЗ). Підготовлене за крупністю рядове вугілля надходить у головний корпус збагачувальної фабрики, де його розділяють на машинні класи (грохоти ГІСЛ), знешламлюють (грохоти ГК) і направляють на збагачення. Збагачення вугілля крупністю більше 0,5 мм здійснюється гравітаційними процесами, крупністю менше 0,5 мм — флотацією.
Збагачувальне обладнання великої одиничної продуктивності у поєднанні з високопродуктивними транспортними пристроями дозволяє застосовувати раціональні технологічні схеми, які забезпечують скорочення довжини трактів, числа одиниць обладнання, енергоємності і трудомісткості виробничих процесів на збагачувальних фабриках.

### Перспективні технологічні схеми збагачення вугілля
Перспективні технологічні схеми, що реалізують ці напрямки:
- — при збагаченні вугілля для коксування важкої збагачуваності — технологічні схеми зі збагаченням усього вугілля у циклонах з важким середовищем, гвинтовою сепарацією і флотацією шламів (рис. 2);
- — при збагаченні вугілля легкої і середньої збагачуваності — технологічні схеми з розділенням крупних класів у важкосередовищних сепараторах на три продукти з відсадкою дрібних класів сумісно з дробленим крупним промпродуктом, гвинтовою сепарацією і флотацією шламів. У цих схемах повинен бути вузол обробки відходів збагачення шламів до товарної паливно-сировинної добавки при виробництві стінових матеріалів; — при збагаченні антрацитів і енергетичного вугілля — технологічні схеми з застосуванням важкосередовищних сепараторів для збагачення крупних класів, циклонів для збагачення дрібних класів антрацитів і двопродуктових відсаджувальних машин для збагачення дрібних класів кам'яного вугілля, гвинтової сепарації для збагачення крупнозернистих шламів і флотації — для тонкозернистих шламів. У цих схемах також повинен бути вузол обробки відходів збагачення шламів до товарної паливно-сировинної добавки при виробництві стінових матеріалів.

## Основні технологічні процеси збагачення вугілля
У сучасних умовах видобування, які характеризуються підвищеним вмістом породних домішок у вугіллі, особливо у крупних класах, поширення набули схеми із застосуванням ефективних процесів збагачення: важкосередовищної сепарації, відсадки, флотації, ґвинтової сепарації.

### Важкосередовищна сепарація
Важкосередовищна сепарація використовується для збагачення крупних класів вугілля і антрацитів дуже важкої, важкої і середньої збагачуваності, усіх категорій збагачуваності при вмісті класу +13 мм у гірничій масі понад 20 %, а також для вугілля легкої збагачуваності при вмісті породних фракцій понад 30 %.
Технологічні схеми збагачення крупних машинних класів у магнетитовій суспензії розділяють за числом стадій збагачення, числом кінцевих продуктів і призначенням.
Підготовка крупного машинного класу до важкосередовищного збагачення в сепараторах типу СКВ, у першу чергу полягає у ефективному його знешламлюванні. Свіжа суспензія перед надходженням у сепаратор розділяється на транспортний і висхідний потоки. Густина розділення залежно від характеристики збагачуваного вугілля і вимог до якості концентрату приймається від 1650 до 2050 кг/м3.
Відділення суспензії і відмивка обважнювача (магнетиту) здійснюється на вібраційних грохотах типу ГІСЛ. При цьому відмивання обважнювача здійснюється за допомогою двох рядів бризкал, на перший з яких подається злив сепараторів (типу ЕБМ) системи регенерації, а на другий — технічна вода.
Схема збагачення у дві стадії з виділенням трьох кінцевих продуктів (концентрату, промпродукту і відходів) застосовується для коксівного вугілля середньої і важкої збагачуваності. Основний і найбільш економічний варіант — виділення в першій стадії сепарації концентрату; виділення в першій стадії відходів застосовується при їхньому високому виході (більш 50 %) і наявності порід, що розмокають в рідині. Робоча суспензія високої і низької густини подається у відповідні сепаратори для створення транспортного і висхідного потоків.
Збагачення у важкосередовищних гідроциклонах застосовується при переробці дрібних класів коксівного вугілля і антрацитів дуже важкої і важкої збагачуваності, а при підвищених вимогах до якості концентрату — середньої збагачуваності. Важкосередовищні гідроциклони використовують також для перезбагачення промпродукту і грубозернистого шламу. Технологічні схеми важкосередовищних гідроциклонних комплексів для збагачення дрібного вугілля так само, як і схеми збагачення крупних класів, відрізняються за числом стадій розділення, числом продуктів збагачення і своєму призначенню. Технологічні схеми збагачення в гідроциклонах типу ГТ складніші від схем збагачення в сепараторах, тому що вимагають створення тиску на вході в апарат, більших в 3 — 4 рази витрат суспензії і більш складної системи регенерації суспензії в зв'язку зі значним шламоутворенням у гідроциклоні. До якості машинного класу, що надходить на збагачення в гідроциклони, висуваються підвищені вимоги, і насамперед щодо вмісту шламів. Щодо крупного класу знешламлення здійснюється за класом 13 (25) мм, дрібного звичайно — за класом 0,5 мм.
Схема збагачення за одну стадію в двопродуктовому важкосередовищному гідроциклоні з одержанням двох кінцевих продуктів (концентрату і відходів) призначена для збагачення дрібного енергетичного вугілля і антрацитів крупністю 0,5 — 13 (25) мм.
Схема збагачення за одну стадію в трипродуктовому каскадному гідроциклоні з одержанням трьох кінцевих продуктів (концентрату, промпродукту, відходів) і одержанням у першій секції апарата концентрату, у другій промпродукту і відходів, призначена для збагачення дрібного коксівного вугілля крупністю 0,5 — 13 (25) мм, перезбагачення промпродукту відсадки дрібного машинного класу 0,5 — 13 мм, а також для збагачення коксівного вугілля одного машинного класу 0,5 — 40 мм (при порівняно невеликому виході класу + 40 мм).

### Відсадка
Відсадка застосовується для збагачення дрібних класів вугілля й антрацитів легкої і середньої збагачуваності. Допускається застосування відсадки для збагачення дрібних класів вугілля й антрацитів важкої збагачуваності, а також для збагачення крупних класів вугілля легкої збагачуваності при вмісті породних фракцій менше 30 %. Для вугілля, що добувається гідроспособом, а також вугілля легкої збагачуваності з вмістом класу +13 мм менше 20 % варто застосовувати ширококласифіковану відсадку.
Залежно від характеристики вихідного вугілля, вимог до якості кінцевих продуктів і техніко-економічних міркувань можуть бути застосовані різні схеми з використанням відсадки. При роздільному збагаченні крупних і дрібних класів вугілля відсадкою воно розділяється на грохотах і направляється в відсаджувальні машини типу МО, у яких розділяється на три продукти (концентрат, промпродукт і відходи). Промпродукт, одержуваний у результаті збагачення крупного класу, дробиться до 13 мм і направляється на збагачення разом із дрібним машинним класом.
При збагаченні коксівного вугілля у некласифікованому вигляді його розділення на класи відбувається тільки в подальших стадіях. Концентрат і промпродукт після відсадки піддають грохоченню за розміром 13 або 25 мм із метою виділення дрібних класів перед їх зневоднюванням у фільтрувальних центрифугах.
На фабриках, які збагачують енергетичне вугілля і де виділення промпродукту не передбачається, відходи виділяються в обох секціях відсаджувальної машини. Іноді важкий продукт другої секції направляють у вигляді циркулюючого продукту в ту ж машину.
Крупний концентрат зневоднюється на грохотах, промпродукт і відходи — у елеваторах. Зневоднення дрібного концентрату здійснюється у дві стадії: у елеваторних класифікаторах і центрифугах, зневоднення промпродукту — у зневоднюючих елеваторах і центрифугах, зневоднення відходів — у елеваторах.

### Протитечійна сепарація
Протитечійна сепарація застосовується для збагачення енергетичного вугілля, антрацитів, збідненої (розубоженої) гірничої маси відкритих розробок, видалення породи з гірничої маси на шахтах і розрізах.

### Пневматичні процеси збагачення вугілля
Пневматичні процеси збагачення знаходять дуже обмежене застосування при збагаченні вугілля, що обумовлюється їх низькою ефективністю. Деякого поширення пневматичне збагачення набуло головним чином при переробці бурого і кам'яного енергетичного вугілля у районах із суворими кліматичними умовами або обмеженими водними ресурсами.

### Збагачення на концентраційних столах
Збагачення на концентраційних столах знаходить обмежене застосування в практиці при переробці дрібних і тонких класів вугілля та антрацитів з метою одержання низькозольних концентратів і головним чином для знесірчування вугілля, що містить значну кількість піриту.

### Ґвинтова сепарація
Ґвинтова сепарація застосовується для збагачення вугільних шламів і відсівів легкої і середньої збагачуваності крупністю 0,1-3 мм. Живлення ґвинтових сепараторів бажано знешламлювати. При вмісті в живленні понад 15-20 % глинисто-мулистого матеріалу попереднє знешламлювання обов'язкове. Концентрат гвинтових сепараторів послідовно зневоднюється на грохотах типу ГЛВК, центрифугах фвв і сушиться сумісно з флотаційним концентратом. Залежно від зольності живлення ґвинтова сепарація може застосовуватися як самостійно, так і в поєднанні з флотацією.

### Флотація
Флотація — найефективніший метод збагачення вугільних шламів. Схеми флотації, що приймаються, визначаються маркою збагачуваного вугілля, його зольністю, вмістом тонких класів і проміжних фракцій, складом неорганічної частини і особливо наявністю глинистих порід, що піддаються розмоканню, вимогами щодо якості кінцевих продуктів і техніко-економічними показниками. Для флотації вугільних шламів застосовують машини типу МФУ.
При низькій зольності вихідних шламів (не більш 18-20 %) і легкій збагачуваності рекомендується проста, пряма схема. При флотації шламів більш важкої збагачуваності і більшій їх зольності застосовують різні схеми з перечищенням концентрату. Найбільшого поширення набула схема з перечищенням концентрату останніх камер у машині основної флотації. Іноді при особливо високозольних шламах застосовують схеми з перечищенням усього концентрату основної флотації. Перечищення концентрату може здійснюватися або в окремій флотаційній машині, або в окремих камерах машини основної флотації. Перечищення в окремих машинах або камерах більш доцільне, тому що для цієї операції потрібний режим, відмінний від режиму основної флотації.
Зневоднення флотаційного концентрату на вітчизняних фабриках здійснюється фільтруванням у дискових вакуум-фільтрах типу ДУ і сушінням. відходи флотації сумісно з відходами гвинтових сепараторів згущуються у циліндроконічних згущувачах типу С-10 і зневоднюються у фільтр-пресах типу ФПМ. Застосування у технологічних схемах фільтр-пресів дозволяє здійснити на вуглезбагачувальних фабриках замкнений цикл по воді.